# 콘스탄틴 글커
콘스탄틴 글커(루마니아어: Constantin Gâlcă, 1972년 3월 8일, 부쿠레슈티 ~)는 루마니아의 전직 축구 선수이자 감독으로 가장 최근 지휘하는 구단은 리가 1의 CS 우니베르시타테아 크라이오바이다.
그는 수비형과 중앙 미드필더로 모두 능했고, 멀리서 공을 쏠 수 있었으며, 스테아우아 부쿠레슈티 시절에 처음으로 이름을 널리 알렸다. 그는 이후 스페인에서 10년 넘는 세월을 보내며 스페인 주요 리그 도합 318번의 경기에 출전했는데, 에스파뇰을 비롯해 스페인의 5개 구단을 거쳤다.
글커는 또한 루마니아 국가대표팀 일원으로 2번의 월드컵과 2번의 유럽 선수권 대회에 참가했고, 총 68번의 국가대표팀 경기에 출전했다. 감독으로서 그는 스테아우아와 에스파뇰을 모두 지도했었다.

## 선수 경력

### 클럽
부쿠레슈티 출신인 글커는 16세의 나이로 3부 리그의 프로그레술 부쿠레슈티에서 축구를 시작했다. 불과 1년 후, 그는 리가 I의 하위권 아르제슈 피테슈티로 이적해 첫 시즌에 4경기 출전했고, 이어서 루마니아 U-21 국가대표팀에 승선했다.
1990-91 시즌에 인상적인 활약을 펼친(31경기 출전, 2골) 글커는 국내 거함 스테아우아 부쿠레슈티로 이적해 기량이 더욱 올랐다. 2년차인 1991-92 시즌에 그는 26경기 출전하여 5골을 넣었다.
글커는 2년 동안 스테아우아에서 더 활약했는데, 그동안 도합 13골을 추가했다. 쿠파 로므니에이를 우승하고 200번이 넘는 공식 경기에 출전한 그는 스페인으로 건너가 이후 11년을 활약했다. 그가 처음 스페인에 발을 디딘 곳은 발레아레스 제도의 마요르카로, 그는 한 시즌 동안 13골을 득점해(구단 공동 득점 1위) 라 리가 승격의 선봉장 역할을 했다. 그는 이후 바르셀로나 연고의 에스파뇰에서도 꾸준한 활약을 이어갔고, 3년차에는 코파 델 레이 우승도 거두었다.
2001년 여름, 글커는 비야레알로 이적했지만, 2년차 중반에 전력 외로 밀려났고, 그 결과 세군다 디비시온의 사라고사로 임대되어, 아라곤 연고 구단이 1년 만에 1부 리그로 복귀하는데 큰 공을 세웠는데, 그는 출전하는 경기마다 모두 선발로 출전했다.
글커는 2부 리그의 알메리아에서도 안정적인 활약을 3년 더 이어나갔는데, 마지막 해에는 40번의 경기에 출전했고, 그는 1년 뒤에 안달루시아 연고 구단의 역사적인 1부 리그 승격에 동행하지는 못했다. 그는 2005년에 3년 만의 국가대표팀 차출에 성공했으며, 2006년 6월에 34세로 현역에서 은퇴했다.

### 국가대표팀 경력
글커는 1993년 9월 22일자 이스라엘과의 친선경기에서 루마니아 성인 국가대표팀 신고식을 치렀다. 1994년 월드컵에도 차출되 3경기를 뛰었는데, 그는 미국과의 조별 리그 경기를 시작으로 극적인 3-2 승리를 거둔 아르헨티나와의 16강전과 승부차기 끝에 석패한 스웨덴과의 8강전에 출전했다.
1996년부터 2000년까지, 글커는 루마니아 국가대표팀 경기에 40번 넘게 출전했는데, 그는 도리넬 문테아누와 함께 중원을 맡았다. 1998년 월드컵 예선전에서 루마니아는 10번의 예선 조 경기를 무패로 통과했는데, 이 과정에 37골을 득점했고, 무승부도 단 1무만을 허용했으며, 그도 2골을 기록했다. 그러나, 1998년 월드컵과 유로 2000에서는 모든 경기에 글커가 출전했지만, 각각 16강전과 8강전에서 패하는 초라한 성적을 거두었다.

### 국가대표팀 득점 기록
아래의 점수에서 왼쪽의 점수가 루마니아의 점수이며, 점수 열은 글커의 득점 당시 경기의 점수 상황이다.
| #  | 날짜            | 경기장                     | 상대         | 점수 | 최종결과 | 대회                 |
| -- | --------------- | -------------------------- | ------------ | ---- | -------- | -------------------- |
| 1. | 1996년 4월 24일 | 루마니아 부쿠레슈티 겐체아 | 조지아       | 5–0  | 5–0      | 친선경기             |
| 2. | 1996년 8월 31일 | 루마니아 부쿠레슈티 겐체아 | 리투아니아   | 3–0  | 3–0      | 1998년 월드컵 예선전 |
| 3. | 1997년 8월 20일 | 루마니아 부쿠레슈티 겐체아 | 북마케도니아 | 2–0  | 4–2      | 1998년 월드컵 예선전 |
| 4. | 1997년 9월 10일 | 루마니아 부쿠레슈티 겐체아 | 아이슬란드   | 3–0  | 4–0      | 1998년 월드컵 예선전 |

## 감독 경력
선수 시절 말년을 보냈던 알메리아에서 감독일을 시작한 글커는 2009-10 시즌에 4부 리그의 알메리아 2군 감독을 맡았다. 그는 2010년 1월 19일에 성적 부진을 사유로 경질되었다.
2013년 8월 20일, 글커는 루마니아 U-17 국가대표팀의 감독으로 임명되었다. 그는 2014년 6월에 게약이 만료되어 같은 달에 리그 우승을 거둔 FCSB와 2년 계약을 맺고 라우렌치누 레게캄프의 바통을 이어받았고, 1년차이자 마지막 해에 국내 2관왕을 달성했다.
2015년 12월 14일, 글커는 전 동료 세르히오를 대신해 에스파뇰 감독이 되었다. 그가 맡은 첫 경기는 2-1로 이긴 레반테와의 코파 델 레이 경기였다.(합계 3-2 승리) 이듬해 5월 27일, 앵무새 군단을 이끌고 13위의 리그 성적을 거둔 후, 그는 계약을 갱신하지 않았다.
글커는 2016년 10월 19일에 사우디 프로페셔널리그의 알-타아원 감독이 되었다. 그 다음 해, 그는 같은 리그 소속의 알 파이하 감독이 되었다. 에스파뇰은 9번의 경기에서 단 1승을 거두며 강등권에 뒤처지는 위기에 빠졌고, 그는 2017년 11월 7일에 해임되었다.
2019년 3월 6일, 글커는 유럽 무대로 복귀해 작년 덴마크 수페르리가 꼴찌였던 바일레에 입단했다. 바일레는 그의 지도 하에 2019-20 시즌 2부 리그를 우승했고, 이듬해에는 1부 리그에 잔류했다. 그는 2021년 5월, 이사진과의 불화로 사표를 제출했다.
글커는 엘데르를 경질하여 공석이 된 알-하젬의 후임 감독으로 2021년 12월 10일에 취임하며 사우디 1부 리그로 복귀했고, 2022년 2월 21일, 그는 상호 계약 해지로 구단을 떠났다.

## 수상

### 선수
스테아우아 부쿠레슈티
- 리가 I: 1992–93, 1993–94, 1994–95, 1995–96
- 쿠파 로므니에이: 1991–92, 1995–96
- 수페르쿠파 로므니에이: 1994, 1995

에스파뇰
- 코파 델 레이: 1999–2000

### 감독
FCSB
- 리그 I: 2014–15
- 쿠파 로므니에이: 2014–15
- 쿠파 리기: 2014–15
- 수페르쿠파 로므니에이 준우승: 2014

바일레
- 덴마크 1부 리그: 2019–20

## 감독 통계
2022년 2월 21일 기준
| 구단          | 취임             | 해임            | 기록 | 기록 | 기록 | 기록 | 기록 | 기록 | 기록 | 기록  |
| 구단          | 취임             | 해임            | 전   | 승   | 무   | 패   | 득   | 실   | 차   | 율 %  |
| ------------- | ---------------- | --------------- | ---- | ---- | ---- | ---- | ---- | ---- | ---- | ----- |
| 루마니아 U-17 | 2013년 8월 20일  | 2014년 6월 1일  | 13   | 5    | 5    | 3    | 17   | 10   | +7   | 38.46 |
| FCSB          | 2014년 6월 1일   | 2015년 6월 1일  | 58   | 37   | 8    | 13   | 110  | 53   | +57  | 63.79 |
| 에스파뇰      | 2015년 12월 14일 | 2016년 6월 1일  | 25   | 8    | 5    | 12   | 28   | 53   | −25  | 32.00 |
| 알-타아원     | 2016년 10월 16일 | 2017년 3월 20일 | 21   | 10   | 3    | 8    | 23   | 24   | −1   | 47.62 |
| 알-파이하     | 2017년 5월 20일  | 2017년 11월 7일 | 18   | 3    | 7    | 8    | 3    | 7    | −4   | 16.67 |
| 바일레        | 2019년 3월 6일   | 2021년 6월 30일 | 82   | 36   | 23   | 23   | 139  | 107  | +32  | 43.90 |
| 알-하젬       | 2021년 12월 6일  | 2022년 2월 21일 | 9    | 1    | 0    | 8    | 6    | 11   | −5   | 11.11 |
| 합계          | 합계             | 합계            | 210  | 97   | 44   | 69   | 316  | 265  | +51  | 46.19 |